# WWE SummerSlam (2023)
SummerSlam 2023 war eine Wrestling-Veranstaltung der WWE, die als Pay-per-View auf dem WWE Network und dem Streaming-Portal Peacock ausgestrahlt wurde. Sie fand am 5. August 2023 im Ford Field in Detroit, Michigan, Vereinigte Staaten statt. Es war die 36. Austragung des WWE SummerSlam seit 1988. Die Veranstaltung fand zum zweiten Mal in Michigan statt.

## Hintergrund
Im Vorfeld der Veranstaltung wurden acht Matches angesetzt. Diese resultierten aus den Storylines, die in den Wochen vor dem Pay-Per-View bei Raw und SmackDown, den wöchentlichen Shows der WWE gezeigt wurden.

## Ergebnisse
| Matchart                                                         |                  |      |                               | Zeit  |
| ---------------------------------------------------------------- | ---------------- | ---- | ----------------------------- | ----- |
| Singles-Match                                                    | Logan Paul       | bes. | Ricochet                      | 18:01 |
| Singles-Match                                                    | Cody Rhodes      | bes. | Brock Lesnar                  | 17:28 |
| 25-Man-Battle-Royal                                              | LA Knight        | bes. | Sheamus und 23 weitere        | 12:46 |
| MMA-Rules-Match                                                  | Shayna Baszler   | bes. | Ronda Rousey                  | 7:27  |
| Singles-Match um die WWE Intercontinental Championship           | Gunther (C)      | bes. | Drew McIntyre                 | 13:45 |
| Singles-Match um die World Heavyweight Championship              | Seth Rollins (C) | bes. | Finn Bálor                    | 18:28 |
| Triple-Threat Match um die WWE Women’s Championship              | Bianca Belair    | bes. | Asuka (C) und Charlotte Flair | 20:43 |
| Singles-Match um die WWE Women’s Championship                    | Iyo Sky          | bes. | Bianca Belair                 | 0:08  |
| Tribal-Combat-Match um die Undisputed WWE Universal Championship | Roman Reigns (C) | bes. | Jey Uso                       | 36:03 |

| Funktion      | Name            |
| ------------- | --------------- |
| Kommentatoren | Corey Graves    |
| Kommentatoren | Michael Cole    |
| Pre-Show      | Kayla Braxton   |
| Pre-Show      | Peter Rosenberg |
| Pre-Show      | Jackie Redmond  |
| Pre-Show      | Booker T        |
| Pre-Show      | Wade Barrett    |
| Ringansager   | Mike Rome       |
| Ringansager   | Samantha Irvin  |

## Besonderheiten
- Iyo Sky löste ihren Money in the Bank Koffer gegen Bianca Belair ein.